# إيترنيتاس (أسطورة)
إيترنيتاس (بالإنجليزية: Aeternitas) في الديانة الرومانية القديمة كانت التجسيد الإلهي للأبدية. كانت مرتبطة بشكل خاص بالعبادة الإمبراطورية كفضيلة للإمبراطور المؤله. وكان الالتزام الديني بالآلهة المجردة مثل إيترنيتاس سمة من سمات العبادة الرومانية الرسمية من وقت جوليو كلوديان إلى سيفرانس التشخيص الروماني للأبدية. يرمز إليه بدودة أو أفعى تقضم ذيلها تشبه الأوروبوروس، وعن طريق طائر الفينيق تنهض من رماده.

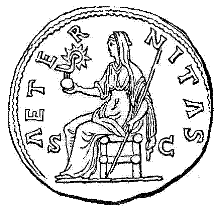
اسم إيترنيتاس على عملة رومانية معدنية

اتخذت كشعار للامبراطورية الرومانية (الخلود للحكم الروماني (باللاتينية: Aeternitas Imperii))، وطبع اسمها على عملات معدنية في عام (80-81 م). تشمل الأيقونات الخاصة بإيترنيتاس من القرن الثاني إلى منتصف القرن الثالث، الكرة الأرضية، الأجرام السماوية (النجوم، أو الشمس والقمر)، والفينيق، رمز الزمن الدوري. يقول مارتيانوس كابيلا أن إيترنيتاس هي من بين بنات كوكب المشتري الأكثر كرمًا. ويذكر إكليلها، الذي يمثل شكله الدائري الأبدية. المكافئ الذكوري لـإيترنيتاس هو إيون، إله الوقت غير المحدود، والأجرام السماوية، والبروج.